# Abdullah Hayayei
Abdullah Hayayei (* 4. Dezember 1980; † 11. Juli 2017 in London) war ein emiratischer Leichtathlet. Er nahm an den Sommer-Paralympics 2016 teil und wurde Sechster im Speerwurf und Siebter im Kugelstoßen.
Hayayei starb am 11. Juli 2017 in London im Newham Leisure Centre, wo er für die Leichtathletik-Weltmeisterschaften der Behinderten 2017 trainierte, nachdem ihm ein Wurfkäfig auf den Kopf gefallen war. Er hinterließ fünf Kinder.